# Адам Ндлову
Адам Ндлову (англ. Adam Ndlovu, 26 червня 1970 — 16 грудня 2012, Вікторія-Фолз) — зімбабвійський футболіст, що грав на позиції нападника, зокрема за низку швейцарських клубних команд, а також за національну збірну Зімбабве.

## Клубна кар'єра
У дорослому футболі дебютував 1992 року виступами за команду «Гайлендерс», в якій провів один сезон, взявши участь у 23 матчах чемпіонату.
1993 року перебрався до Швейцарії на запрошення клубу «Крієнс». У першому ж сезоні після приходу африканця команда понизилася в класі, і наступні два сезони Ндлову провів у другому швейцарському дивізіоні.
Згодом на тому ж рівні відіграв три сезони за «Делемон», з яким 1999 року повернувся до елітного швейцарського дивізіону, посівше друге місце у другому дивізіоні. Того ж року перебрався до «Цюриха».
На початку 2001 року повернувся на батьківщину, до рідного клубу «Гайлендерс».
Завершував ігрову кар'єру в південноафриканському чемпіонаті, де протягом 2002—2005 років виступав за «Морока Своллоуз», «Динамос» (Гіяні) та «Фрі Стейт Старз».

## Виступи за збірну
1992 року дебютував в офіційних матчах у складі національної збірної Зімбабве.
У складі збірної був учасником Кубка африканських націй 2004 року в Тунісі. Загалом протягом кар'єри в національній команді, яка тривала 13 років, провів у її формі 57 матчів, забивши 18 голів.

## Особисте життя
Молодший брат Адама — Пітер Ндлову, також професійний футболіст, рекордсмен національної збірної Зімбабве з кількістю ігор та забитих голів.
Помер 16 грудня 2012 року на 43-му році життя в результаті автомобільної аварії, коли неподалік аеропорту Вікторія-Фолз у його машині лопнула шина, і некерований автомобіль врізався в дерево. Брат Пітер, що також перебував у машині, зазнав важких травм.

## Титули і досягнення
- Володар Кубка Швейцарії (1):

«Цюрих»: 2000-2001